# Бруно Тодескіні
Бруно́ Тодескі́ні (фр. Bruno Todeschini; 9 вересня 1962, Невшатель, Швейцарія) — швейцарський франкомовний актор.

## Біографія
Бруно Тодескіні народився 9 вересня 1962 року в Невшателі, Швейцарія. Вивчав акторську майстерність у вищій школі драматичного мистецтва в Женеві. З 1986 року на театральній сцені театру «des Amandiers» в місті Нантерр (Франція). Там він грав ролі у виставах в постановці Патріса Шеро, який пізніше візьме його на ролі у свої фільми «Готель „Франція“» (1987), «Королева Марго» (1994) і «Ті, хто мене любить, поїдуть потягом» (1998).
Кінодебют Бруно Тодескіні відбувся в 1986 році у фільмі «Рожева ікра». Але поміченим глядачами та критиками він став після фільму режисера Арно Деплешена «Вартовий» (1992). Відтоді Тодескіні багато знімається, переважно в авторському кіно: у фільмі Андре Тешіне «Улюблена пора року» (1993), Жака Ріветта «Верх, низ, крихко» (1995), у фільмах таких режисерів, як Паскаль Ферран, Міхаель Ганеке, Ксав'є Джаннолі та ін.
Бруно Тодескіні знімався також у фільмах, адресованих широкій публіці, таких як «Розпусник» (2000), і особливо на телебаченні. Зокрема, він грав у «Кохання, про яке мовчать» (2005), «Прокляті королі» (2005) і «Сімейне свято» (2006).
У 2003 році за роль Тома у фільмі Патріса Шеро «Його брат» Бруно Тодескіні був відзначений як найкращий актор французькою кінопремією «Люм'єр» та номінувався в подібних категоріях на національну кінопремію «Сезар» та Премію Європейської кіноакадемії.
Окрім роботи в кіно та на телебаченні Тодескіні грає в женевських і паризьких театральних трупах.

## Особисте життя
Бруно Тодескіні одружений з акторкою Софі Брусталь. У 2006 році у пари народилася донька Палома.

## Фільмографія
| Рік       |    | Українська назва                                       | Оригінальна назва                                            | Роль                              |
| --------- | -- | ------------------------------------------------------ | ------------------------------------------------------------ | --------------------------------- |
| 1975—1990 | с  | Сінема 16                                              | Cinéma 16                                                    | хлопець                           |
| 1986      | ф  | Рожева ікра                                            | Le caviar rouge                                              |                                   |
| 1987      | ф  | Готель «Франція»                                       | Hôtel de France                                              | Бугро                             |
| 1989      | ф  | Зимова казка                                           | Le conte d'hiver                                             | Бергер                            |
| 1990      | тф | Іванов                                                 | Ivanov                                                       | Боркінель                         |
| 1990      | тф | Гамлет                                                 | Hamlet                                                       | Розенкранц                        |
| 1990      | ф  | Ультрамарин                                            | Outremer                                                     | Максим                            |
| 1991      | ф  | Суцільний обман                                        | Rien que des mensonges                                       |                                   |
| 1991      | тф | Хроніка пізнього вечора                                | Chronique d'une fin d'après-midi                             |                                   |
| 1991—2005 | с  | Мегре                                                  | Maigret                                                      | Монса                             |
| 1992      | ф  | Без єдиного крику                                      | Sans un cri                                                  | Ніколя у 35 років                 |
| 1992      | ф  | Вартовий                                               | La sentinelle                                                | Вільям                            |
| 1992      | с  | Жулі Леско                                             | Julie Lescaut                                                | Ерб'є                             |
| 1993      | ф  | Хибність                                               | Mensonge                                                     | залицяльник                       |
| 1993      | кф | Дракула, любов моя                                     | Dracula mon amour                                            | Дракула                           |
| 1993      | ф  | Подружні пари і коханці                                | Couples et amants                                            | П'єр                              |
| 1993      | ф  | Пуп землі                                              | Le nombril du monde                                          | Едмон                             |
| 1993      | ф  | Улюблена пора року                                     | Ma saison préférée                                           | чоловік у шпиталі                 |
| 1993      | ф  | Фанфан                                                 | Fanfan                                                       | Поль                              |
| 1993      | с  | Аліс Невер                                             | Le Juge est une femme                                        | Мішель Монфор                     |
| 1994      | ф  | Дрібні угоди з мерцями                                 | Petits arrangements avec les morts                           | батько Джамбо                     |
| 1994      | ф  | Королева Марго                                         | La reine Margot                                              | Арманьяк                          |
| 1995      | тф |                                                        | Facteur VIII                                                 | Етьен Мерсьє                      |
| 1995      | тф | Пасажир метро                                          | Le passager clandestin                                       | Альфред Мужа                      |
| 1995      | ф  | Верх, низ, крихко                                      | Haut bas fragile                                             | Люсьєн                            |
| 1995      | тф | Дитина в спадок                                        | L'enfant en héritage                                         | Паоло                             |
| 1995      | ф  | Жуль і Джим                                            | Jules et Jim                                                 | Джим                              |
| 1995      | ф  | На грані                                               | À cran                                                       | Робер                             |
| 1996      | ф  | Гіркі апельсини                                        | Oranges amères                                               | Пако                              |
| 1997      | ф  | Згорілі в раю                                          | Flammen im Paradies                                          | Філіпп Браун                      |
| 1997      | тф | Маріон з Фауе                                          | Marion du Faouët                                             | Анрі                              |
| 1997      | ф  | Територія команчів                                     | Territorio Comanche                                          | Олів'є                            |
| 1997      | ф  | Франко-російський словник                              | Francorusse                                                  | людина з Черокі                   |
| 1997—2003 | с  | Помутніння розуму                                      | Vertiges                                                     | Жеремі                            |
| 1998      | ф  | Ті, хто мене любить, поїдуть потягом                   | Ceux qui m'aiment prendront le train                         | Луї                               |
| 1999      | ф  | Цивілізовані люди                                      | Civilisées                                                   | Антуан                            |
| 2000      | ф  | Коли ми ростемо                                        | Quand on sera grand                                          | Тома                              |
| 2000      | ф  | Код невідомий                                          | Code inconnu: Récit incomplet de divers voyages              | П'єр                              |
| 2000      | ф  | Розпусник                                              | Le libertin                                                  | маркіз де Комброль                |
| 2001      | ф  | З усією любов'ю                                        | Avec tout mon amour                                          | Жан Корвелер                      |
| 2001      | тф | На велосипеді                                          | À bicyclette                                                 | Патріс                            |
| 2001      | ф  | Спробуй дізнайся                                       | Va savoir                                                    | Артур                             |
| 2001      | тф | Фобії                                                  | Phobies                                                      | Жеремі                            |
| 2001—2005 | с  | Розслідування Елоїзи Ром                               | Les enquêtes d'Éloïse Rome                                   | Тібо Берген                       |
| 2002      | ф  | Його брат                                              | Son frère                                                    | Тома                              |
| 2002      | ф  | Криваві квіти                                          | Fleurs de sang                                               | Клеман                            |
| 2002      | ф  | Літо Ольги                                             | Olgas Sommer                                                 | Данієль Сакс                      |
| 2002      | ф  | Приватна справа                                        | Une affaire privée                                           | Франк Таннер, фізіотерапевт       |
| 2002      | ф  | Шкура ангела                                           | Peau d'ange                                                  | чоловік у нічному барі            |
| 2004      | тф | Особиста запорука                                      | Caution personnelle                                          | П'єр Десанті                      |
| 2004      | тф | Коли море віддаляється                                 | Quand la mer se retire                                       | Абель                             |
| 2004      | ф  | Останній день                                          | Le dernier jour                                              | Марк                              |
| 2004      | ф  | Таємні агенти                                          | Agents secrets                                               | худий чоловік у цивільному        |
| 2004      | тф | Щасливої дороги                                        | Bonhomme de chemin                                           | Клеман                            |
| 2005      | ф  | Ідеальна пара                                          | Un couple parfait                                            | Ніколя                            |
| 2005      | ф  | Авантюра                                               | Une aventure                                                 | Луї                               |
| 2005      | ф  | Кавалькада                                             | Cavalcade                                                    | Рікардо                           |
| 2005      | тф | Кохання, про яке мовчать                               | Un amour à taire                                             | Філіпп                            |
| 2005      | ф  | Красунечка                                             | Gentille                                                     | Михайло Строгов                   |
| 2005      | ф  | Маленький Єрусалим                                     | La petite Jérusalem                                          | Аріель                            |
| 2005      | с  | Прокляті королі                                        | Les rois maudits                                             | Роджер Мортімер                   |
| 2005—2009 | с  | Венера і Аполлон                                       | Vénus & Apollon                                              | Марк                              |
| 2006      | ф  | 7 років                                                | 7 ans                                                        | Вінсент                           |
| 2006      | с  | Вбивства на сімейному вечорі                           | Petits meurtres en famille                                   | Едуар                             |
| 2006      | ф  | Гра слів: Перекладачка олігарха                        | Игра слов: Переводчица олигарха                              |                                   |
| 2007      | тф | Квітневий жарт                                         | Poison d'avril                                               | Симон                             |
| 2007      | ф  | Один день                                              | 1 Journée                                                    | Серж                              |
| 2007      | ф  | Пропащі герої                                          | Nessuna qualità agli eroi                                    | Бруно                             |
| 2007      | тф | Турецька операція                                      | Opération Turquoise                                          | підполковник Рамбер               |
| 2008      | ф  | Нез'ясовне                                             | Unspoken                                                     | Люка                              |
| 2008      | ф  | Собача ніч                                             | Nuit de chien                                                | Морасан                           |
| 2008      | ф  | Шум навколишніх людей                                  | Le bruit des gens autour                                     | Рішар                             |
| 2008      | с  | Ніколя ле Флок                                         | Nicolas Le Floch                                             | Ренар                             |
| 2009      | ф  | Поводьтеся пристойно                                   | Sois sage                                                    | Жан                               |
| 2009      | тф | На другий день                                         | Sous un autre jour                                           | Тома                              |
| 2009      | ф  | Лурд                                                   | Lourdes                                                      | Кіно                              |
| 2009      | ф  | Співачка танго                                         | La cantante de tango                                         |                                   |
| 2009—2010 | с  | Століття Мопассана. Повісті та оповідання XIX століття | Au siècle de Maupassant: Contes et nouvelles du XIXème si... | Віктор Верне                      |
| 2010      | ф  | Аеропорт Орлі                                          | Orly                                                         | Вінсент                           |
| 2010      | с  | Десять                                                 | 10                                                           | Пратрі Мейєр                      |
| 2011      | ф  | Ніжність                                               | La délicatesse                                               | Шарль                             |
| 2011      | ф  | Подруга на ніч                                         | Ma compagne de nuit                                          | Гаспар                            |
| 2011      | ф  | Птахи                                                  | L'oiseau                                                     | Марк                              |
| 2011      | ф  | Підміна                                                | Switch                                                       | Вердьє                            |
| 2011      | тф | Тривалий термін                                        | Longue peine                                                 | Степан Федоров                    |
| 2011      | ф  | У випадку якщо я не отримаю Золоту пальмову гілку      | Au cas où je n'aurais pas la palme d'or                      | Матео, шеф-оператор               |
| 2012      | ф  | На березі річки                                        | Le nez dans le ruisseau                                      | Вінсент Мерсьє                    |
| 2012      | тф | Прибутковий                                            | Bankable                                                     | Філіпп Девіль                     |
| 2012      | тф | Спритність рук                                         | La main passe                                                | Арно Мареско                      |
| 2013      | тф | Ломка                                                  | Les déferlantes                                              | Ламбер                            |
| 2013      | тф | Єврейський кардинал                                    | Le métis de Dieu                                             | Тео Клейн                         |
| 2013      | ф  | Марія — королева Шотландії                             | Mary Queen of Scots                                          | Де Крок                           |
| 2013      | ф  | Одіссей                                                | Odysseus                                                     | Леокріт                           |
| 2013      | ф  | Троє розсерджених жінок                                | 3 Femmes en colère                                           | Марк                              |
| 2014      | ф  | Світлий тато                                           | Papa lumière                                                 | Ґі                                |
| 2014      | ф  | Французький транзит                                    | La French                                                    | банкір                            |
| 2016      | ф  |                                                        | Brava                                                        | П'єр                              |
| 2016      | ф  | Життя можливе                                          | La vita possibile                                            | Матьє                             |
| 2016      | ф  | Наступна шкіра                                         | La propera pell                                              | Мішель                            |
| 2016      | ф  | 7 днів                                                 | 7 Giorni                                                     | Іван                              |
| 2017      | ф  | Привиди Ісмаеля                                        | Les fantômes d'Ismaël                                        | менеджер з безпеки в Таджикистані |
| 2017      | ф  | Кохання, яке нам потрібне                              | L'amour qu'il nous faut                                      |                                   |
| 2017      | ф  | Заздрісниця                                            | Jalouse                                                      | Себастьєн Корті                   |

## Визнання
| Нагороди та номінації Бруно Тодескіні | Нагороди та номінації Бруно Тодескіні | Нагороди та номінації Бруно Тодескіні | Нагороди та номінації Бруно Тодескіні |
| Рік                                   | Категорія                             | Фільм                                 | Результат                             |
| ------------------------------------- | ------------------------------------- | ------------------------------------- | ------------------------------------- |
| Премія Європейської кіноакадемії      |                                       |                                       |                                       |
| 2003                                  | Найкращий європейський актор          | Його брат                             | Номінація                             |
| Премія «Люм'єр»                       |                                       |                                       |                                       |
| 2004                                  | Найкращий актор                       | Його брат                             | Перемога                              |
| Премія «Сезар»                        |                                       |                                       |                                       |
| 2004                                  | Найкращий актор                       | Його брат                             | Номінація                             |
| Швейцарська кінопремія                |                                       |                                       |                                       |
| 2008                                  | Найкращий актор                       | Один день                             | Номінація                             |